# Cylisticus albomaculatus
Cylisticus albomaculatus är en kräftdjursart som beskrevs av Borutzkii 1957. Cylisticus albomaculatus ingår i släktet Cylisticus och familjen Cylisticidae. Inga underarter finns listade i Catalogue of Life.